# گونه‌والا
گونه‌والا (به لاتین: Gonewala) یک منطقهٔ مسکونی در سری‌لانکا است که در استان مرکزی (سری‌لانکا) واقع شده‌است.